# Antonio Antognoli
Adolfo Antognoli (Lucca, 8 dicembre 1826 – Suakin, 18 luglio 1868) è stato un viaggiatore italiano.

## Biografia
Nel 1855, spinto da spirito di avventura, compì un lungo viaggio alla volta dell'Egitto. Per scopi commerciali, visitò Karthum, il Nilo Azzurro, il Nilo Bianco e giunse fino a Gondokoro. 
Fu inoltre scienziato e studiò a lungo il Mar Rosso, nel quale trovò la morte.